# Ditmar Brock
Ditmar Brock (* 22. Mai 1947 in Stuttgart; † 25. April 2020 in Drachselsried) war ein deutscher Soziologe und Hochschullehrer.

## Werdegang
Nach dem Abitur in Stuttgart (1967) studierte Brock Soziologie mit den Nebenfächern Psychologie und Volkswirtschaftslehre an den Universitäten Tübingen und München, wo er 1972 das Diplom erwarb. Von 1973 arbeitete er an der Ludwig-Maximilians-Universität München im Rahmen eines Sonderforschungsbereichs zu Themen der sozialwissenschaftlichen Berufs- und Arbeitskräfteforschung. 1981 promovierte er an der Universität Bremen über das Thema Alltägliche Arbeiterexistenz. Von 1973 bis 1989 war Brock wissenschaftlicher Mitarbeiter beim Deutschen Jugendinstitut und forschte insbesondere über Sozialisation im Betrieb. 
1989 folgte die Habilitation an der Universität Frankfurt. Der Titel der Habilitationsschrift lautete Der schwierige Weg in die Moderne. Umwälzungen in der Lebensführung der deutschen Arbeiter zwischen 1850 und 1980. Anschließend vertrat er für zwei Jahre Ulrich Beck an der Universität Bamberg und war im Wintersemester 1992/93 Wissenschaftlicher Mitarbeiter von Beck im Projekt Wandel der Lebensführung. Ab 1993 war Brock Professor für Soziologie an der TU Chemnitz, zuletzt als Emeritus.
Bis Mitte der 1990er-Jahre galt Brock als ein Vertreter der subjektorientierten Industriesoziologie; er wandte sich dann aber der soziologischen Theorie moderner Gesellschaften in der Tradition Niklas Luhmanns zu.

## Schriften (Auswahl)
als Autor
- Globalisierung. Wirtschaft, Politik, Kultur, Gesellschaft. Verlag für Sozialwissenschaften, Wiesbaden 2008, ISBN 978-3-531-15398-8.
- Leben in Gesellschaften. Von den Ursprüngen bis zu den alten Hochkulturen. Verlag für Sozialwissenschaften, Wiesbaden 2006, ISBN 978-3-531-14927-1.
- Der schwierige Weg in die Moderne. Umwälzungen in der Lebensführung der deutschen Arbeiter zwischen 1850 und 1980. Campus-Verlag, Frankfurt/M. 1991, ISBN 3-593-34456-4 (zugl. Habilitationsschrift, Universität Frankfurt/M.).
- Soziologische Systemtheorie, in: Brock et al., Soziologische Paradigmen nach Talcott Parsons. Eine Einführung. VS Verl., Wiesbaden 2009, S. 337–397. (zusammen mit Dirk Vallányi und Matthias Junge)
- Moderne Gesellschaften. Oldenbourg Verlag, München 2011/12

1. Die klassische Moderne. 2011, ISBN 978-3-531-16737-4.
2. Die radikalisierte Moderne. 2012, ISBN 978-3-531-16738-1.

- Soziologische Themen von Auguste Comte bis Talcott Parsons. Oldenbourg Verlag, München 2007, ISBN 978-3-486-58218-5. (zusammen mit Matthias Junge und Uwe Krähnke)
- Die überdehnte Staatlichkeit. Warum der Westen scheitern könnte. Springer Verlag, Wiesbaden 2018, ISBN 978-3-658-19366-9.

als Herausgeber
- Soziologische Paradigmen nach Talcott Parsons. Eine Einführung. Verlag für Sozialwissenschaften, Wiesbaden 2008, ISBN 978-3-531-16216-4 (zusammen mit Matthias Junge, Heike Diefenbach, Reiner Keller und Dirk Villányi).
- Übergänge im Beruf. Zwischenbilanz zum Forschungsstand. Juventa-Verlag, Weinheim 1991, ISBN 3-87966-335-1.
- Subjektivität im gesellschaftlichen Wandel. Umbrüche im beruflichen Sozialisationsprozess. Juventa-Verlag, Weinheim 1989, ISBN 3-87966-306-8.